# Sustinente
Sustinente (Süstinént in dialetto mantovano) è un comune italiano di 1 889 abitanti della provincia di Mantova in Lombardia. Da febbraio 2016, con il comune di Serravalle a Po, fa parte dell'Unione di comuni Lombarda Mincio Po.

## Origini del nome
L'etimo del paese, il nome Sustinente, è tutt'oggi dibattuto. Secondo illustri storici locali, alcuni concordi nel farlo derivare alla parola Septigenti, tre sarebbero le possibili cause che dettero questo nome a questo territorio. Secondo una prima interpretazione dei fatti, il nome deriverebbe da qualche pietra miliare romana esistente in passato. Secondo altri, dai 700 iugeri di terra donati dalla contessa Matilde di Canossa al monastero dei Benedettini del Polirone a San Benedetto Po, centro sulla sponda del Po opposta a Sustinente. Per ultima ipotesi, infine, il nome deriverebbe da un sostegno artificiale che regolava il flusso delle acque del fiume Mincio e del fiume Po.

## Storia

### Dalle origini all'epoca moderna

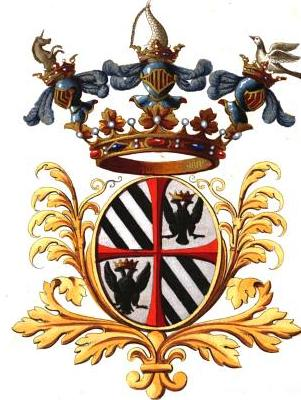
Stemma della famiglia Cavriani che fu a lungo castellana del borgo

Le origini dell'abitato di Sustinente risalgono al V secolo a.C. come dedotto dai ritrovamenti di epoca etrusca ritrovati in loco, consistenti in una serie di dighe (dette Fosse Filistine) che avevano la funzione di favorire lo scorrimento delle acque nell'area, evitando ristagni paludosi, da cui probabilmente il toponimo latino. Nel territorio comunale, a nordest, nella Valle del Poletto, sono invece stati rinvenuti dei resti di epoca romana.
Dopo secoli di oscurità documentale, il nome del borgo riappare nel VII secolo sotto il regno del longobardo Agilulfo e nuovamente nell'XI secolo quando viene citato nell'ambito di una cessione di settecento iugeri di terreno da parte di Matilde di Canossa ai monaci benedettini del Polirone. Nei primi decenni del XII secolo, il comune di Mantova ed i monaci benedettini di San Zeno di Verona si contesero il predominio della zona, la quale passò infine ai mantovani che ne affidarono la conduzione ai monaci benedettini locali, pur con una discreta autonomia locale, detenuta de facto dalla potente casata dei Cavriani, originari della Germania ed approdati nel mantovano nel XII secolo. Nel 1288 la famiglia fece costruire un grande castello su un'isola locale, dotato di tredici torri ed ornato di ricchi giardini con piante esotiche. Dal XIV secolo, il borgo passò sotto la signoria di Guido Gonzaga, la cui famiglia vi dominò per i tre secoli successivi.
Nel XVIII secolo l'imperatore Giuseppe II del Sacro Romano Impero, nelle vesti di duca di Mantova oltre che di Milano, riunì i vari nuclei abitati della zona in un unico comune.

### Il secolo delle due guerre mondiali
Durante la seconda guerra mondiale, nel periodo dell'occupazione tedesca e della Repubblica Sociale Italiana, la famiglia contadina dei Sacchi nascose per mesi nella propria casa colonica e protesse dalla deportazione un giovane ebreo di Merano, Moshe Shapiro, finché la situazione non divenne così pericolosa che il giovane fu costretto a trovare altro rifugio a Gazzo Veronese, dove sopravvisse fino alla Liberazione. Per questo loro impegno di solidarietà, il 2 agosto 1999, l'Istituto Yad Vashem di Gerusalemme ha conferito a Riccardo e Edmea Sacchi, e a Vando e Ebe Sacchi l'alta onorificenza dei giusti tra le nazioni.

### Simboli
Lo stemma è stato concesso con regio decreto del 20 agosto 1926.
Lo scudo è troncato d'azzurro  e d'oro: nella superiore è rappresentato il dio Eridano, personificazione del fiume Po, che versa acqua da un'anfora e immerge un remo nei flutti; in quella inferiore è disegnata una pietra miliare con inciso AD SEPTINGENTA in caratteri lapidari romani, in riferimento ad una delle possibili etimologie del toponimo, poiché che il centro si trova a sette miglia romane da Mantova.
Il gonfalone, concesso con D.P.R. del 6 marzo 1960, è un drappo di azzurro.

## Monumenti e luoghi d'interesse
- Chiesa della Beata Vergine dell'Annunciata: sorta attorno al 1601, grazie all'intervento del vescovo di Mantova Francesco Gonzaga e del duca di Mantova inizialmente la chiesa fu dedicata alla Beata Vergine Annunciata, a navata unica con tre altari. Ricostruita in seguito alle frequenti piene del fiume Po, la chiesa raccoglie al suo interno opere dipinte di pregio, firmate da artisti come Giovanni Cadioli e Giuseppe Bazzani. Di particolare interesse artistico è il Tempietto Sacro Cavriani, adiacente alla chiesa, luogo di culto finemente lavorato ad affresco.
- Villa dei marchesi Guerrieri Gonzaga: imponente villa del Seicento.
- Chiesa di San Michele Arcangelo: costruita attorno al 1100 al posto di una piccola cappella, venne in seguito a sua volta sostituita dall'attuale edificio nella prima metà dell'Ottocento. All'interno i dipinti San Michele e Santa Lucia e Filomena di Giulio Cesare Arrivabene.

### Aree naturali
- Parco Golenale lungo Po
- Parco regionale del Mincio: un'area naturale protetta situata nella provincia di Mantova e che interessa la valle del fiume Mincio, dal lago di Garda alla confluenza col fiume Po.

## Società

### Evoluzione demografica
Abitanti censiti

## Infrastrutture e trasporti
Fra il 1886 e il 1933 Sustinente era servita da una stazione posta lungo la tranvia Brescia-Mantova-Ostiglia.

## Sport
Ha sede nel comune la società di pallacanestro Basket Sustinente.